# Mosteiro de Leça do Balio
O Mosteiro de Leça do Balio, onde se inscreve a Igreja de Santa Maria de Leça do Balio, localiza-se na freguesia de Custóias, Leça do Balio e Guifões, no município de Matosinhos, distrito do Porto, Portugal.
Vizinho à foz do rio Leça, cerca de uma légua, trata-se de um original exemplar de arquitectura religiosa fortificada.
Encontra-se classificado como Monumento Nacional por Decreto publicado em 23 de Junho de 1910.

## História

### Antecedentes
Presume-se que no local exacto onde hoje se situa o mosteiro terá existido um templo romano dedicado a Júpiter (do século I), e uma Villa Decia junto ao local. Uma das mais significativas descobertas arqueológicas a atestar esse facto foi uma inscrição romana dedicada ao deus Júpiter, na Quinta do Alão.
Mas de acordo com a tradição, a primitiva edificação do local remonta a um pequeno mosteiro com uma igreja, sob a invocação do Salvador, erguidos no século X através do patrocínio de um senhor daqueles domínios, no contexto da Reconquista cristã da Península Ibérica, à época dos primeiros monarcas asturo-leoneses. Nenhum elemento dessas estruturas pré-românicas chegou até aos nossos dias.
Ao longo de todo o século XI o primitivo mosteiro é referido em diversos documentos coevos: um documento de 1003 descreve a doação do mosteiro a D. Tructesindo Osores e sua mulher D. Unisco Mendes, padroeira do mosteiro. No ano de 1021, o mosteiro foi deixado aos filhos do casal, mas em 1094, o padroado foi transmitido à Sé de Coimbra, por doação de Raimundo de Borgonha, conde da Galiza, e sua mulher Urraca I de Leão e Castela.
Crê-se que D. Guntino (prior do mosteiro no século XI), tenha feito obras no mosteiro e renovado a igreja.
Em data incerta, na segunda década do século XII, D. Afonso Henriques (1112-1185) doou o couto de Leça à Ordem dos Hospitalários, uma das primeiras Ordens Militares documentadas em território português. No primitivo mosteiro estabeleceu-se a Casa Capitular da Ordem, que passou, posteriormente, a sede de um de diversos bailiados, de onde adveio o topônimo à povoação: Leça do Bailio.

### O atual templo
Na posse dos Hospitalários, o primitivo mosteiro recebeu mais ampliações e reformas que lhe deram feições de natureza militar em estilo românico, cujo elemento mais marcante foi a construção de uma sólida torre ameada. A época em que os hospitalários tomaram posse do couto terá sido riquíssima para o mosteiro, uma vez que a ele pertenciam inúmeras igrejas do actual concelho de Matosinhos. O mosteiro foi reedificado por D. Gualdim Paes de Marecos, em 1180 e dedicado a Santa Maria.
O actual templo, síntese do estilo românico e gótico, remonta a uma grande campanha construtiva iniciada pelo prior da Ordem, D. Frei Estevão Vasques Pimentel, entre 1330 e 1336, quando foram renovados ainda os edifícios monacais e o claustro, dos quais vários elementos chegaram até aos nossos dias, embora o priorato da ordem fosse mudado para Crato após a batalha do Salado em 1340.
Aqui foi celebrado o matrimónio do rei D. Fernando (1367-1383) com D. Leonor Teles. Posteriormente, no contexto da Crise de 1383-1385, ali esteve o Condestável Nuno Álvares Pereira, em 1385, no início da jornada que lhe deu a posse do Castelo de Neiva e de outras localidades na região.
Na sequência do triunfo liberal no país, o mosteiro de Leça do Balio assistiu à extinção das ordens religiosas (1834), perdendo os seus privilégios e direitos que a ordem ainda possuía sobre a freguesia, sendo integrada no concelho de Bouças (actual Matosinhos), em 1835.
Na década de 1930 foi efectuada uma obra de restauro de todo o monumento pela Direcção Geral dos Monumentos Históricos.
Em 1996, o mosteiro começou a ser palco de obras de beneficiação suportadas pela Unicer, ao abrigo da Lei do Mecenato.
Em 2016 foi adquirido e requalificado pelo Lionesa Group.

## Características

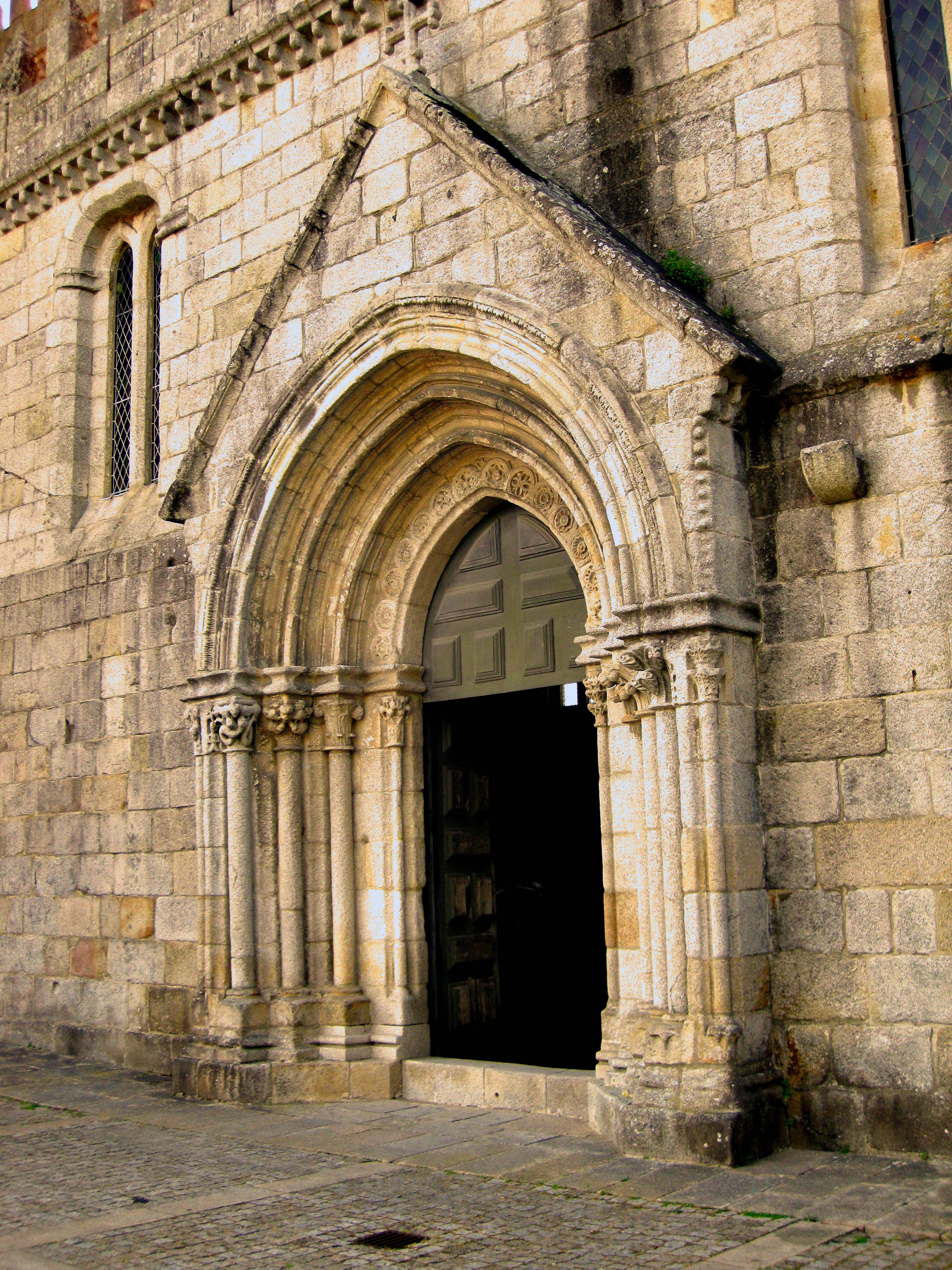
Portal sul de quatro arquivoltas rematadas por um gablete.

A igreja, renovada a partir do início do século XIV, de matriz românica mas transacionado para o gótico, reflete um misto de espírito religioso e militar, com o interior votado a Deus, mas externamente exibindo sólidos muros coroados por ameias e sustentados por contrafortes, destacando-se uma varanda também ameada e com matacães defendendo, como o adarve de um castelo, a porta principal.
Na planta, o modelo mendicante é claro: três naves, organizadas em cinco tramos, sendo o último uma espécie de transepto inscrito, marcado apenas na altura; a divisão do espaço é feita através de pilares, de perfil cruciforme pelo adossamento de colunas nas suas quatro faces; a cabeceira é tripla, com uma capela-mor mais profunda que os absidíolos, e de secção nascente poligonal. A cobertura das naves é em madeira e a cabeceira apresenta abóbada em cruzaria de ogivas. Tanto nas paredes da nave central como das naves laterais se abrem janelas geminadas. Na fachada sul abre-se um portal de quatro arquivoltas rematadas por um gablete simples, cujos capitéis apresentam ornatos vegetais e animais.
Externamente uma sólida torre ameada ladeia a fachada principal, pelo lado Sul. A imponente torre tem 28 metros de altura e é provida na parte superior de Mata-cães (nos ângulos), e de janelas e seteiras.